# 石川総禄
石川 総禄（いしかわ ふさよし）は、伊勢亀山藩の第9代藩主。伊勢亀山藩石川家14代。

## 生涯
文政12年（1829年）、第7代藩主・石川総安の長男として生まれる。父の死後、幼少だったため第8代藩主には養子の総紀が就いた。嘉永6年（1853年）5月7日に総紀の隠居により、その養子として家督を継ぎ、従五位下、日向守に叙位・任官する。
幕末期の動乱の中で、陸奥会津藩士を招聘して洋式軍制改革を行い、財政再建のために茶の栽培、山林開拓による新田開発など、積極的な藩政改革を行った。幕命により和宮親子内親王の江戸降下や江戸にあるフランス公使館の警護を務める一方、藩政においては家老近藤織部(近藤幸殖)と共に勤皇派の黒田孝富等を登用した。
文久2年（1862年）に参勤交代で江戸に到着した直後に病に倒れ、9月17日に死去した、享年34。総禄死去後、先代総紀の四男で養子の総脩が継いだが、藩政の実態は隠居総紀が握り、近藤・黒田等勤皇派は蟄居させられた。

## 系譜
父母
- 石川総安（実父）
- 石川総紀（養父）

正室
- 松平定永の娘

養子
- 石川総脩 ー 石川総紀の四男